# Xanthopodophyceae
Xanthopodophyceae је традиционална класа у оквиру раздела (групе) жутозелених алги.

## Карактеристике класе
Врсте ове класе најчешће имају ризоподијалну, једноћелијску грађу, али има представника и са другачијим типом морфолошке организације. Постоје колонијални облици, потом они чије је тело у облику плазмодијума (попут рода Myxochloris), као и они чије су ћелије у „кућици“ причвршћеној за подлогу (род Stipitococcus).
Могу живети епифитски, ендопаразитски или као слободни организми. Најчешће насељавају слатке воде. Хране се аутотрофно, али се могу хранити и холозијски, када су им храна бактерије и планктонски организми.
Размножавају се деобом ћелија.

## Систематика и филогенија групе
Класа Xanthopodophyceae, издвојена на основу ступња морфолошке организације, не сматра се монофилетском групом и није присутна у савременим системима класификације протиста. Ова класа обухватала би следеће фамилије и родове:
фамилија 
род 
род 
род 
род 
род 
фамилија 
род 
род 
фамилија 
род 
род 
род 
фамилија 
род 
род 
фамилија 
род 
род 
фамилија 
род 
род 
род 
род 
Фамилија Chlorarachniaceae издвојена је у засебну класу (Chlorarachniophyta) у оквиру царства Rhizaria те није сродна осталим представницима ове групе. Род Chlamydomyxa морфолошки је веома сличан роду Leptomyxa из групе амебозоа, али његова позиција на стаблу живота није установљена.
Преостале алге обједињене су у ред Rhizochloridales жутозелених алги, али су филогенетски слабо истраживане. У једном од последњих филогенетских истраживања, аутори нису узорковали ниједан род ове групе.